# Sobór Zaśnięcia Matki Bożej w Wielkim Ustiugu
Sobór Zaśnięcia Matki Bożej – prawosławny sobór w Wielkim Ustiugu, historycznie katedra eparchii wielkoustiuskiej Rosyjskiego Kościoła Prawosławnego. Aktualnie (początek XXI w.) nieużytkowany liturgicznie.
Położony jest nad Suchoną, na Placu Soborowym, i tworzy jeden kompleks architektury sakralnej z XVII-wiecznym soborem św. Prokopiusza, XIX-wieczną cerkwią św. Jana, XIX-wieczną refektarzową cerkwią Zwiastowania oraz dzwonnicą wzniesioną na przełomie XVII/XVIII w.

## Historia
Sobór został wzniesiony na miejscu kilku starszych, drewnianych świątyń. Pierwsza z nich powstała w 1290. Latopisy ustiuskie wskazują, że wyświęcił ją biskup rostowski Tarazjusz. Cerkiew służyła wiernym przez sto lat, do momentu, gdy całkowicie zniszczył ją pożar. Cerkiew odbudowano na tym samym miejscu, jednak krótko potem nowa budowla sakralna została zniszczona podczas napadu wojsk nowogrodzkich na Ustiug. W 1399 arcybiskup nowogrodzki, wyrażając żal z powodu zniszczenia soboru, opłacił jego odbudowę i skierował do Ustiuga nowogrodzkich mistrzów. Wzniesiona w takich okolicznościach świątynia przetrwała do końca XV w., gdy ponownie nie przetrwała pożaru. Do budowy kolejnej cerkwi sprowadzono z Rostowa mistrza Aleksieja Wołogżanina. Ponownie zdecydowano się na wznoszenie soboru drewnianego i po raz kolejny obiekt zniszczył ogień.
Murowany sobór Zaśnięcia Matki Bożej powstał w I połowie XVII w. i był następnie kilkakrotnie przebudowywany, wskutek czego w niewielkim stopniu zachował pierwotny wygląd. Pierwotnie wzorem dla budowniczych był sobór Zaśnięcia Matki Bożej na Kremlu moskiewskim. Był to pierwszy miejski sobór zbudowany z kamienia w mieście Rosyjskiej Północy.
Dekoracja wnętrza świątyni została wykonana w XVIII w. Na ścianach cerkwi widnieją motywy kwiatowe, architektoniczne, główki aniołków. Ikonostas reprezentuje styl barokowy, zdobiony jest rozetkami, kolumnami korynckimi, motywami kwiatowych girland. Ikony w ikonostasie napisał protojerej soboru Wasilij Aleniew. Ten sam autor namalował na ścianie soboru galerię portretów biskupów urzędujących na miejscowej katedrze. Na przestrzeni wieków szczególnym kultem w cerkwi otaczano ikonę Matki Bożej „Hodegetria”, patronalną ikonę Zaśnięcia Matki Bożej. Niektóre źródła błędnie wskazują również sobór Zaśnięcia Matki Bożej jako miejsce przechowywania ikony „Zwiastowanie z Ustiuga”, która w rzeczywistości pochodzi z Monasteru Jurjewskiego w Nowogrodzie. 
Sobór prawdopodobnie pozostawał czynny do 1923. W czwartej ćwierci XX w. administrujące budynkiem muzeum podjęło konserwację świątyni, która nadal trwa. Cerkiew nie została przywrócona do użytku liturgicznego. Funkcje soboru katedralnego eparchii wielkoustiuskiej pełni obecnie sąsiadujący sobór św. Prokopiusza.